# Пер Фрік
Пер Фрік (швед. Per Frick, нар. 14 квітня 1992, Чиль, Швеція) — шведський футболіст, форвард клубу «Ельфсборг». Грав у складі національної збірної Швеції.

## Ігрова кар'єра
Пер Фрік народився у містечку Чиль і грати у футбол починав у місцевій команді з нижчих дивізіонів. Два сезони він провів у клубі «Карлстад». У 2009 році Фрік приєднався до клубу Аллсвенскан «Ельфсборг». У липні 2012 року у матчі кваліфікації Ліги Європи Фрік дебютував у основному складі. У тому ж матчі футболіст забив і свій перший гол у клубі. А у серпні Фрік провів у складі команди перший матч в національному чемпіонаті.
2013 рік футболіст провів на правах оренди у клубі «Фалкенберг». В тому ж сезоні Фрік допоміг своєму клубу виграти турнір Супереттан і після цього повернувся до «Ельфсборга».

## Збірна
У січні 2017 року у товариському матчі проти команди Кот-д'Івуару Пер Фрік дебютував у складі національної збірної Швеції.

## Досягнення
Ельфсборг
 Чемпіон Швеції: 2015